# ぷちはうんど
『ぷちはうんど』 (Petit-Hound) は、ねこねこによる日本の漫画作品。現在はマッグガーデンのウェブコミック配信サイト『MAGCOMI（マグコミ）』にて毎月20日更新で連載中。既刊11巻。petitは「小さな」、houndは「猟犬」の意。犬耳と犬しっぽの付いた美少女が登場する萌え系ファンタジー漫画。

## 概要
マッグガーデン刊の『コミックブレイドMASAMUNE』2004年春季号巻末にプレビュー（予告編）掲載後、初夏号にてセンターカラーで本格連載開始。MASAMUNE刊行終了後は『月刊コミックブレイド』（同社刊）を経て、ウェブコミック配信サイト『MAGCOMI』にて連載再開し現在も連載中。ねこねこ初の単行本化作品であり、ドラマCD化もされた。
ねこねこは本作品の連載以前、『コミックブレイドMASAMUNE』2003年夏季号に猫耳少女を題材とした読み切り『CAT☆CAT エトランゼ』を掲載していた。

## あらすじ
政府管轄のハンター養成学校に入学を許可されたカズマは、入学式の日につい集合3時間も前に学校へ着いてしまう。時間つぶしのために近くの森で魔物退治をと思ったカズマが森で出会ったのは、犬耳と犬しっぽをつけた少女・テイルといきなり日本刀を突きつけて来た美少女・コトリであった。何とかコトリから逃げ入学式に出席したカズマが配属された1-Bの教室へ入ったところ、そこにいたのは普通の少女の姿をしたテイルとコトリであった……。
学校初日を何とか終え、自分だけのはずの下宿に帰ったカズマを待っていたのはまたもテイルとコトリ。コトリはカズマに自分たちのボディーガードを強要、嫌なら即座に殺すと言う。致し方なく、それを受け入れるカズマ。すると、さらに2人はカズマの下宿に居候すると言い出す。無邪気なテイルとかわいい顔の裏に恐ろしい一面を隠すコトリと無愛想で女性が苦手なカズマの奇妙な学生&共同生活が始まる!

## 主な登場人物
声優はドラマCDのもの。
カズマ=ナハト
声 - 柿原徹也
身長：178cm、18歳。痩せ型。髪は白、瞳は朱でツリ目。
シウス村出身。7歳の時に村が魔物に襲われ、ただ1人の生き残りとなる。その後キリート孤児院に引き取られ、10歳でセンターにハンター登録。ハンターランクA+。
性格はやや暗め。友人も皆無。
個人情報はほぼ皆無。
ハンターとしては、銃を武器とする。ただし、女には銃口を向けない主義。
時々、心の声が漏れ出てしまう。コトリ曰く「だだ漏れ」とのこと。
魔物に襲われたときの傷がすぐに回復したり魔物を一撃で殺す銃を持っていたりといろいろ秘密をもっており、ナナミから生物（魔物などを含む）には絶対ある特有の匂いが存在しないと言われるなどその正体は謎である。本人も、7歳以前の記憶がまったくない。
フォルテに対する長期ローンに苦しんでいたりしている。
テイルには「カズくん」と呼ばれている。
彼の血液は触れただけで対象を殺すほどの猛毒で、その効果を背中に刻まれたフォルテのオリジナルによる結界魔法の魔法陣で抑えられている。
その異常なまでの回復力に関しては一切謎である。
彼の武器である銃は魔器で、銃弾はフォルテから買っている。この銃で撃たれた魔物（試してないが、不老不死のも含めた全ての生物だと自身は言っている）は一発で死に、コトリなどからはありえないと言われている。
テイル=メルル
声 - 門脇舞以
身長：142cm（厚底靴込）。自称16歳だが、外見は7 - 9歳。明るい栗色のショートヘアに、金色の瞳。
時々、犬耳と犬しっぽが出る。こちらが本来の姿らしいが、テイル自身の話ではハンター養成学校に入学する日から出るようになったとのこと。
3歳から孤児院にいた。ハンター養成学校に通うため、孤児院を出た。
ハンター養成学校には、特待生として無試験で入学した。
方向音痴。ついでにはぐれ癖もある。素直だが天然でお子様な性格のトラブルメーカー。
外見の通り力は弱く、長剣類は超軽量タイプでも持ち上げることすらできないがポチが変形した武器でならば怪力を発揮出来る。また飛び道具系はどこへ飛ぶかわからず危険なので、持たせられない。
料理は得意。下宿では、メイドの服装をしている。但しカズマの前では毎回の如くコトリに着せ替え人形よろしく様々な扮装をさせられた格好になっていることが多く、カズマを辟易させている。
ポチと長い間離れていると、なぜかのどが渇く。
「ハウンド」の1人。混ざりもの（人間の血筋）が少なくそれゆえに犬耳やしっぽが出るのだが、なぜか「牙」を持っていない。
コトリ=サクライ
声 - 佐藤利奈
濃い栗色の超ロングヘア。かわいい系の美人である。「 - ですの」という口癖がある。ただし、サクヤのことに関しては口調がかわる。
「ハウンド」の1人。テイルは「2番目に大切なもの」で、テイルを守るためなら何でもする。
低血圧で、朝は苦手。
興味のない人にはひどく冷たく接するが、カズマには興味を持っている。
魔獣の存在は、カズマから聞くまで知らなかった。
武器（魔器）は長い日本刀。使用時は右の手のひらから取り出す。
本名は「コトリ=ルミナスティード=リクロス」で、正体はハンター養成学校「リクロス」の理事長。
前理事長と13年前に結婚するも、2年後に旦那が病死したため彼女が理事長につく。いわゆる玉の輿。
ナナミによると、年齢は50歳前後の可能性がある。
カズマの正体を本格的に調べ始めている。
実はひどく冷たく接するのはある理由から。また普段見せる喜怒哀楽といった表情も実は作り物であり、真剣になった時等には本来の素顔である無表情状態となる。
ナナミ=ハイラル
「ハウンド」の1人で、金髪のロングヘアを持ち抜群のスタイルを持つ美人。コトリと同じく、血は薄いらしい。
鼻がとても良く、生物が持つ特有の匂いを感じ取ることができるが、カズマにその匂いがないと言い、コトリの興味を誘った。
武器（魔器）は鞭。戦闘能力はコトリに匹敵するほど高い。
カズマの下宿の居候第3号。初対面でカズマにキスをするなど、お色気担当。
「ナナミ=ハイラル」という名前は偽名。本来は母親の名前であり、本名は現状では不明だがコトリとクロウの調査では経緯を含めて判明している様子(とてもこっ恥ずかしい名前らしく呆られていた。
タチアナ=ラグカーシャ
ハンター養成学校の教師。カズマたちが属する1-Bの担任。政府登録ハンター。
攻撃魔法が専門。他の魔法は苦手で、移動魔法もその他補助魔法もよく失敗する(移動魔法の失敗に関しては物語に関わるある重要な理由からだがその事は主人公らは知らない)。
生徒に頼られる教師にあこがれている。愛読書は「3年X組○パチ先生」。
コトリの発言から推測すると「ハウンド」と何か関係があるらしい。
ポチ
声 - 桑門そら
白い猫。いつもテイルといっしょにいる。目が白目で、額に黒い十字の模様がある。
カズマには「魔獣」と思われていたがフォルテによるとそもそも生物ではないらしい。
また、変わった魔法が何重にもかかっていてその魔法はフォルテすら見たことのないものだとのこと。そのことについてフォルテは魔法をかけた人のオリジナル魔法ではないかと推測している。
テイルが危機の時やテイルの指示（お願い）で、巨大なピコピコハンマー風の武器に変化する。
武器状態での威力は強大で、非力なテイルが軽く振るだけで大きなモンスターでも一撃で倒せるほど。
テイルが3歳の誕生日にもらったもの。しかし、カズマやコトリには「小さい頃に森で拾った」と説明されている。
決してテイルと離れてはいけないらしい。
クロウ＝ヴィンヴッド
やせた長身の男。眼鏡をかけている。
温和な顔立ちをしていていつも笑っているが、言動は黒い。
本名は「クローフォスタールミナスティード＝リクロス」
コトリと面識があり、コトリの命令で「あの方と姫の探索」「あちら側の行動の監視」を行っているらしい。
「ハウンド」の血を引いているが、“出来そこない”らしい。
リクロスの生徒兼代理理事長をやっている。かつて観たコトリの微笑みに拘ってはいるが、ここ近年は彼女には彼女本来の顔しか見せられておらず、主人公達に対する不満をも持つ。学園の隠し部屋で諜報活動を行っていたがバレた際に破壊されてしまった。
メイ
テイルからポチを奪い、街結界の外に逃げていった少女。
原因は「母親がテディ・ベアを買ってくれなかったから」だと言っていた。
足が速く、テイルは追い付けなかった。
フォルテ＝エメラダ
ツインテールで眼帯の女の子。本名は「フォルテ＝ヴァン＝フローライト」ＩＱ250博士号を持つ超天才魔法使い。
5歳にしてすべての学校課程を終え、幼くして政府直属の研究所で多大な功績を上げた。高い知識のほかに、けた外れの魔力を持ち
センターにハンター登録をし最高のSランクハンターになるが、今から2年前突然ハンターをやめ姿を消してしまった。
コトリを負かすこともできいつもカズマをからかう超サドっ娘。
昔、カズマに命を助けてもらったらしく、今も付き合っているといって憚らない。している眼帯にはカズマに関わる何かの理由があるようだ。
カズマの身体の魔封印と拳銃の弾の製作者でもあるが、カズマが銃の弾切れになりかけた際にようやくしぶしぶと呼ぶ程の守銭奴でもある。銃を狙うコトリには銃は彼にしか扱えないとあえて釘を刺す。
サクヤ
コトリ達の祖先で初代ハウンド。感情が無いコトリが唯一心を開いた相手。

## 設定など
ハンター
魔物狩りを生業とする者の名称。
誰でもなれる「センター登録ハンター」と、その中から一極能力の高い者が所定の養成学校を卒業するとなれる「政府登録ハンター」がある。
IDカードはセンター登録ハンターは銀色、政府登録ハンターは金色である。
魔物を倒すと、自動的にカードに記録され、センターで賞金がもらえるしくみになっている。
政府登録ハンターは政府の命令で動かねばならない場合がある反面、センター登録ハンターに比べて賞金が高くなる等、いろいろと特典がある。
魔器
魔力をおびた武器のこと。
小型のものでもかなりの威力があるが、かなり値が張る（いい物は家が数件買えるほど）。
カズマの銃も魔器である。
高密度の魔力をおびた魔器（つまりいい物）は、形が変化する。
魔獣
武器の一種。
魔器と似ていて、生物が武器に変化する。
威力は魔器をはるかに上回るが存在自体が貴重なうえ、意思があるため扱うのが難しい。
ポチがそうと思われていたがフォルテが「生物ですらない」と言っているため不明。また、魔獣じたいがフォルテの作り話らしい。
ハウンド
かつて「姫」と呼ばれる巫女によって人間の姿になった狼型の魔物の子孫。
しかし人になったものの魔物の持つ破壊衝動を抑えられなかったため、自らの象徴たる犬歯を抜いて魔器に変えたものが「牙」の始まり。
基本的に「牙」を持つのは第一子のみで、子供が生まれると力は弱まるらしい。

## 主な舞台
テスタの街
カズマたちが住み、また通う学校がある街。
魔物の侵入を防ぐため、街全体を覆う「街結界」がある。
政府管轄第三ハンター養成学校「リクロス」
テスタの街にある。カズマ、テイル、コトリが通う学校。入学から卒業までは2年間。
卒業すると、政府登録ハンターになれる。
女子の制服はフリフリだらけ。
カズマの下宿
広い。他に適当な空き物件がなかったため、しかたなく借りたらしい。
当初からテイル、コトリが居候。さらに、ナナミが居候に加わった。

## 書誌情報

### 単行本
- ねこねこ 『ぷちはうんど』マッグガーデン〈ブレイドコミックス〉、既刊11巻（2018年11月現在）
  1. 2005年6月10日初版発行 ISBN 978-4-86127-147-2
  2. 2006年8月10日初版発行 ISBN 978-4-86127-287-5
  3. 2007年10月10日初版発行 ISBN 978-4-86127-428-2
  4. 2008年11月10日初版発行 ISBN 978-4-86127-551-7
  5. 2010年1月9日初版発行 ISBN 978-4-86127-687-3
  6. 2011年2月25日初版発行 ISBN 978-4-86127-821-1
  7. 2012年3月25日初版発行 ISBN 978-4-86127-962-1
  8. 2013年8月10日初版発行 ISBN 978-4-8000-0194-8
  9. 2015年6月10日初版発行 ISBN 978-4-8000-0470-3
  10. 2017年4月10日初版発行 ISBN 978-4-8000-0674-5
  11. 2018年11月10日初版発行 ISBN 978-4-8000-0803-9

台湾の東立出版社より繁体字中国語版《獵魔師養成班》（ハンター養成班）が発行されている。

## ドラマCD
2006年に、オリジナルドラマCD応募者全員サービスMASAMUNE EDITION「ぷちはうんど＆モノクローム・ファクター」でドラマCD化。出演者のキャストコメントも収録されている。